# Opal Cone
Opal Cone är ett berg i Kanada.   Det ligger i provinsen British Columbia, i den sydvästra delen av landet, 3 500 km väster om huvudstaden Ottawa. Toppen på Opal Cone är 1 736 meter över havet, eller 207 meter över den omgivande terrängen. Bredden vid basen är 0,24 km.
Terrängen runt Opal Cone är huvudsakligen bergig, men den allra närmaste omgivningen är kuperad.Närmaste större samhälle är Squamish, 18,7 km sydväst om Opal Cone. 
I omgivningarna runt Opal Cone växer i huvudsak barrskog. Trakten runt Opal Cone är nära nog obefolkad, med mindre än två invånare per kvadratkilometer.